# Byron Metcalf
Byron Metcalf es un percusionista, músico y compositor norteamericano de música de ambient y tribal. Conocido también por sus colaboraciones con Steve Roach y Mark Seelig.
Con más de 40 años de experiencia como músico profesional, Byron Metcalf ha trabajado en álbumes que han ganado discos de Oro y Platino en los géneros de música Pop y Country, que en los últimos años ha estado experimentando con el uso de tambores, percusión y otros sonidos para inducir estados no-ordinarios (alterados) de la conciencia tanto en contextos ceremoniales como terapéuticos. Byron es también una guía y un educador transpersonal, un practicante del shaman, investigador y profesor. Doctorado en psicología transpersonal, master en "coaching" (entrenador-tutor) y graduado certificado de Grof Transpersonal Training y los programas de Integración Psicoespiritual del Instituto Eupsychia. Byron ha entrenado, estudiado y trabajado con shamanes, curadores y maestros psico-espirituales de muchas partes del mundo. Ha estado intensamente involucrado en la investigación de la conciencia y en el desarrollo espiritual, especializándose en el potencial transformador de estados de conciencia alternativos. 
En 1998 lanza el CD Helpers, Guides & Allies... Navigating The Shamanic Landscap que recibe críticas muy favorables que alcanza el puesto 4 de la Backroads Music de 1998 para la categoría World Music.
Byron ha trabajado con el conocido músico, compositor e innovador Steve Roach, en el doble álbum The Serpent's Lair, alabado por la crítica, lanzado por Projekt Records en septiembre de 2000. 

## Discografía

### Solo
- Helpers, Guides & Allies... Navigating The Shamanic Landscape (1998)
- The Shaman's Heart (2004), Dr. BAM's Music
- A Warning From The Elders (2007), Dr. BAM's Music
- Spirit Gathering With Hemi-Sync® (2008), Dr. BAM's Music

### Colaboraciones
- The Serpent's Lair (2000), Projekt Records – con Steve Roach
- Wachuma's Wave (2003), Spotted Peccary Music – con Steve Roach & Mark Seelig
- Mantram (2004), Projekt Records – con Steve Roach & Mark Seelig
- Nada Terma (2008), Projekt Records – con Mark Seelig & Steve Roach
- Dream Tracker (2010), Dr. BAM's Music – con Dashmesh Khalsa & Steve Roach
- The Shaman's Heart II (2011), Projekt Records – con Steve Roach

### Compilaciones
- Space And Time: An Introduction To The Soundworlds Of Steve Roach (2004), Nexter